# شبستان

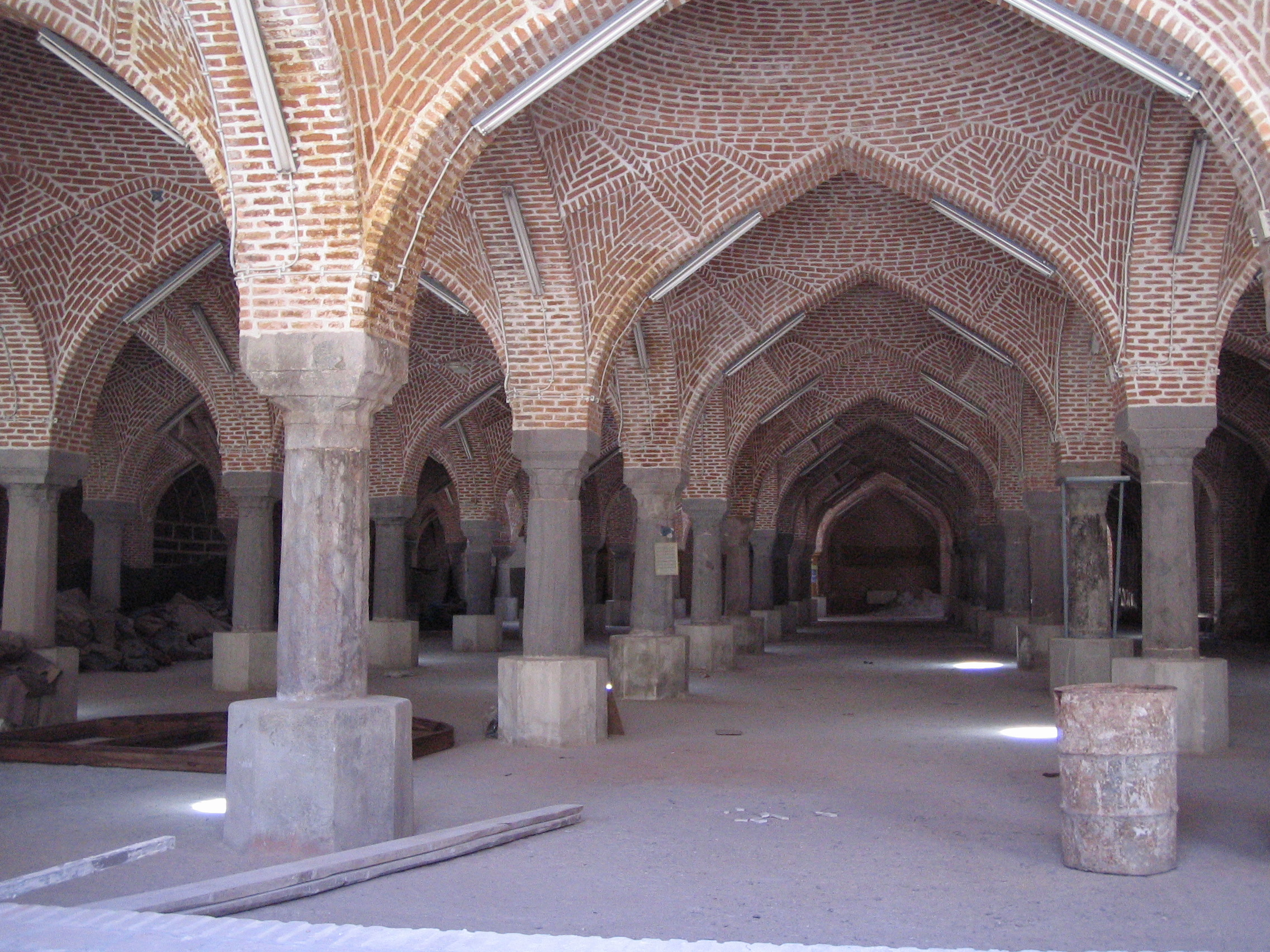
شبستان جامع تبريز: بما أن تبريز لا تتمتع بمناخ حار فإن شبستانها لم يبنى تحت الأرض.

شبستان مصطلح فارسي يعني غرفة الليل، وهي مساحة تحت الأرض يمكن العثور عليها عادة في العمارة التقليدية للمساجد والمنازل والمدارس الإسلامية في إيران القديمة.
كانت هذه المساحات تُستخدم عادةً خلال فصل الصيف، وكانت تهويتها بالملاقف والقنوات، فكانت تُكيّف طبيعيًّا.
خلال الإمبراطورية الساسانية والفترات الإسلامية اللاحقة، كان الشبستن يشير أيضًا إلى الأماكن المقدسة الداخلية للشاهات حيث كانت تقيم محظياتهم. وفي وقت لاحق، أصبحت هذه الهياكل تسمى زنانة "أي سكن النساء" وأندروني [الإنجليزية] "أي المنطقة الخاصة الداخلية".

## التبريد

قناة وبرج رياح يستخدمان للتبريد

يمكن تبريد الشبستان باستخدام قناة مع مع ملقف. الملقف عبارة عن هيكل يشبه المدخنة يقع فوق المنزل؛ حيث يٌفتح أحد فتحاته الأربع المقابلة لاتجاه الريح لتحريك الهواء خارج المنزل. فيُسحب الهواء الداخل من قناة تقع أسفل المنزل. يؤدي تدفق الهواء عبر فتحة العمود الرأسي إلى إنشاء ضغط أقل (طالع تأثير برنولي) ويسحب الهواء البارد لأعلى من نفق القناة أسفل المنزل. يُسحَب الهواء من القناة إلى النفق على مسافة ما، ويبرد عن طريق ملامسته لجدران النفق الباردة/الماء وعن طريق التخلص من الحرارة الكامنة عندما يتبخر الماء في تيار الهواء. في مناخات الصحراء الجافة، يمكن أن يؤدي هذا إلى أن تنخفض الحرارة إلى 15 درجة مئوية (27 °ف) في درجة حرارة الهواء القادم من القناة. لقد اُستَخدمَت مصائد الرياح والتبريد بالقنوات في المناخات الصحراوية لأكثر من 1000 عام.

## طالع أيضًا
- عمارة إيرانية

## الحواشي
1. ↑  Bahadori MN (فبراير 1978). "Passive Cooling Systems in Iranian Architecture". Scientific American. ج. 238 ع. 2: 144–54. Bibcode:1978SciAm.238b.144B. DOI:10.1038/scientificamerican0278-144. S2CID:119819386.